# جون سوليفان (لاعب كريكت بريطاني)
جون سوليفان (11 مارس 1948 في المملكة المتحدة - ) (بالإنجليزية: John Sullivan)‏ هو لاعب كريكت بريطاني. لعب مع نادي مقاطعة غلوستر للكريكت ‏.

## وصلات خارجية
- جون سوليفان (لاعب كريكت بريطاني) على موقع إي آس بي آن كريك إنفو (الإنجليزية)